# برجغالی

بُرْجْغالی

بُرْجْغالا (به گرجی: ბორჯღალა) یا بُرْجْغالی (به گرجی: ბორჯღალი) یکی از نمادهای ملی گرجستان و نماد خورشید است و هفت پره دارد.
برجغالی همچنین بالای درخت زندگی مسیحی قرار گرفته و به نمادهای ابدیت بین‌النهرین نسبت داده می‌شود. ریشه‌های درخت نمایانگر «گذشته» و شاخه‌های نخلمانند آن نمایانگر «آینده» هستند و خود درخت حاکی از پیوستگی «گذشته»، «حال» و «آینده» است. برجغالی معمولاً بالای درخت زندگی قرار می‌گیرد و نمایانگر خورشید، جنب و جوش جاودانه و زندگی است.

## منشأ نام
کلمهٔ گرجی "بُرْجْغالی" مشتق شده از کلمهٔ مگرلی "ბარჩხალი" (بارْچْخالی) به شمار می‌آید که به معنای تحت‌الفظی "درخشش شدید" است. بعضی دیگر از محققان بر این باور اند که منشأهایی غیر از این دارد؛ در زبان مگرلی کهن، "بُرْجْ" به معنای "زمان" و "غال" به معنای "گذر" یا "گردش" بوده است که با این حساب، معانی "گذر زمان" یا "گردش روزگار" از کلمهٔ "برجغالی" برداشت می‌شود.

## کاربرد امروزی
امروزه، از این نماد در نهادهای گرجستان، روی پول رایج گرجستان (لاری)، توسط هواپیمایی گرجستان و همچنین توسط تیم ملی راگبی گرجستان استفاده می‌شود. بازیکنان تیم ملی راگبی گرجستان "ბორჯღალოსნები" (بُرْجْغالُسْنِبی) به معنای "برجغالی پوشان" نامیده می‌شوند.

## نگارخانه

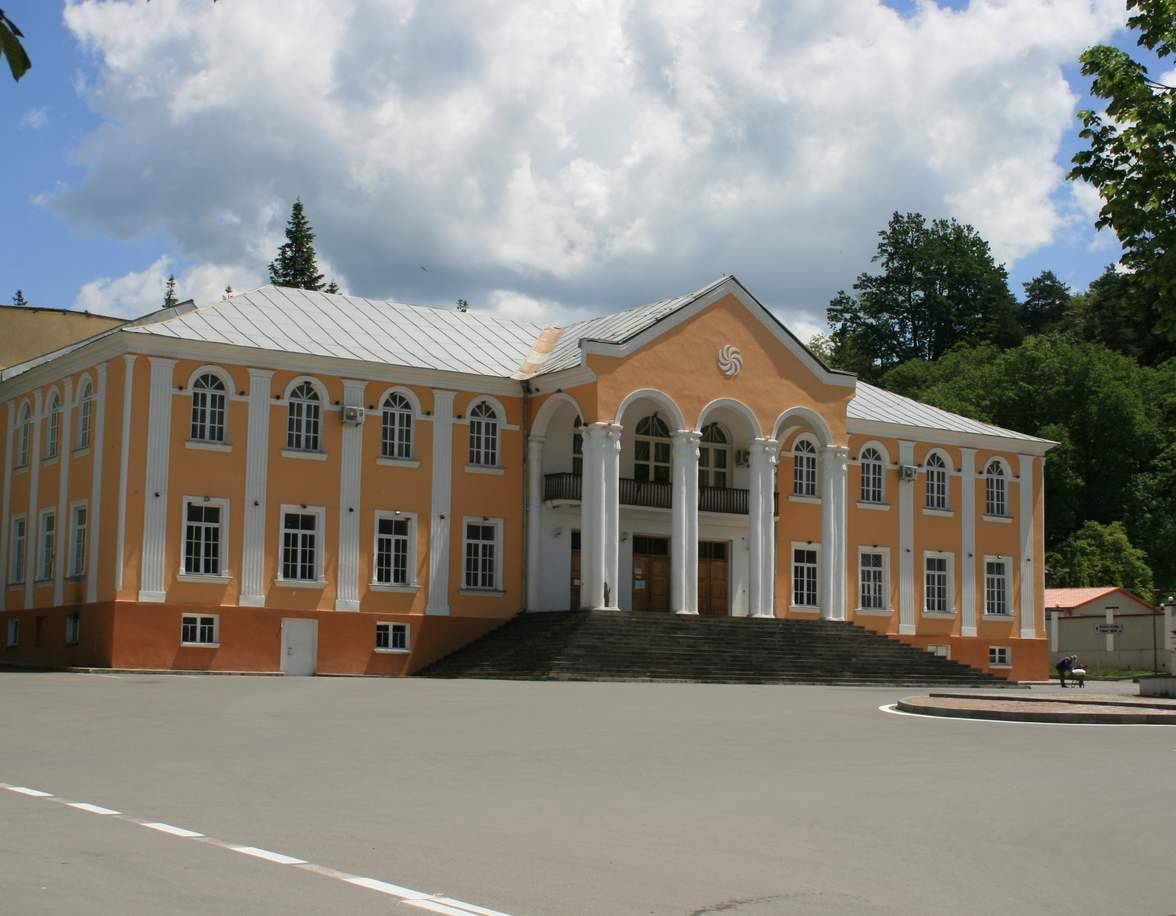
موزهٔ هنرهای زیبای آمبرولائوری
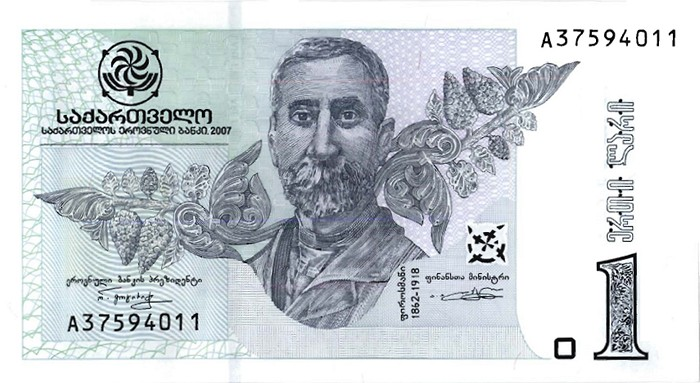
اسکناس ۱ لاری گرجستان
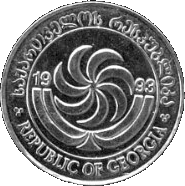
پشت سکه‌های تِتْری (۱۰۰ تتری = ۱ لاری)
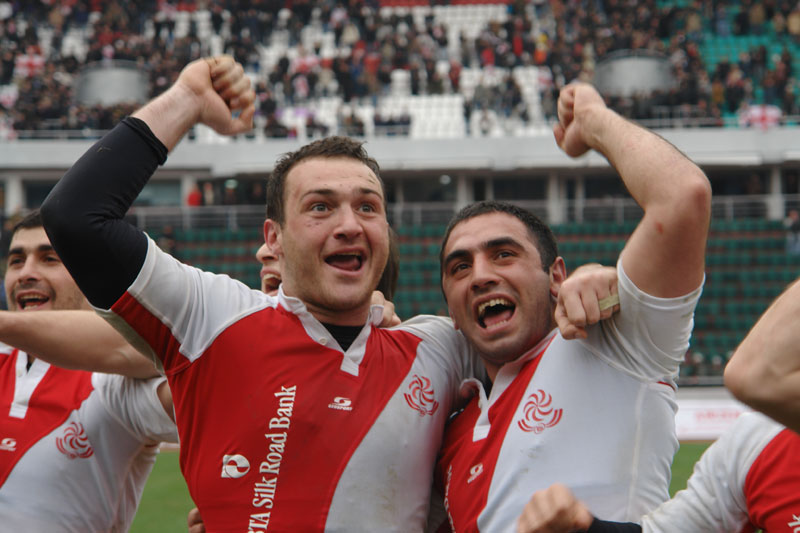
بازیکنان بازیکنان تیم ملی راگبی گرجستان
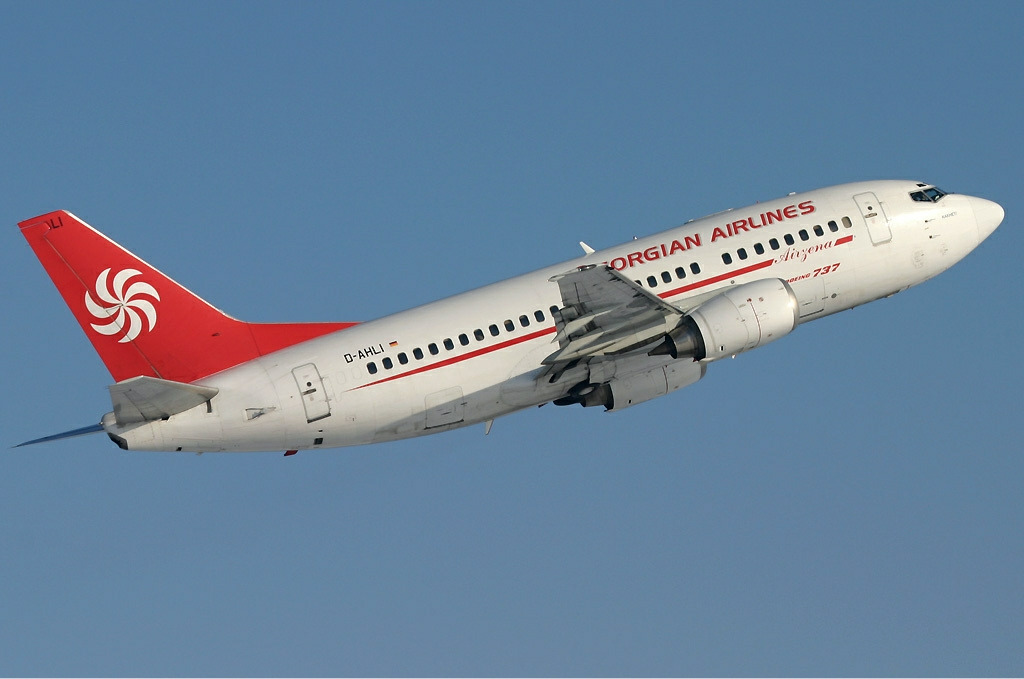
یکی از هواپیماهای هواپیمایی گرجستان (Georgian Airways)
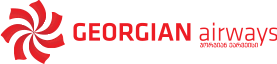
لوگوی Georgian Airways
برجغالی در فریدون‌شهر